# Варзеа-Кова
Варзеа-Кова (порт. Várzea Cova)  —  район (фрегезия) в Португалии,  входит в округ Брага. Является составной частью муниципалитета  Фафе. Находится в составе крупной городской агломерации Большое Минью. По старому административному делению входил в провинцию Минью. Входит в экономико-статистический  субрегион Аве, который входит в Северный регион. Население составляет 447 человек на 2001 год. Занимает площадь 11,68 км².